# Рей Амадор
Амадор Вієйра, також відомий як Рей Амадор або Амадор Анголерський (Сан-Томе, бл. 1550 - 14 січня 1596, Сан-Томе) - сантомейський антирабовласницький та антиколоніальний лідер, відповідальний за найбільше повстання проти португальського панування на острові Сан-Томе до процесу здобуття національної незалежності Сан-Томе і Принсіпі.
Він став королем першого незалежного національного утворення на острові Сан-Томе, Королівства Анголарес, також оголосивши себе «військовим генерал-капітаном» ангольської армії, яка налічувала близько 5 000 чоловік на дійсній службі, або більше половини поневоленого населення острова. Він також присвоїв собі титул визволителя всіх полонених, імітуючи месіанське визволення.

## Біографія
Амадор Вієйра був сином ангольських рабів, який народився десь на острові Сан-Томе близько 1550 року. Як раб, він належав португальському рабовласнику на ім'я Бернарду Вієйра.
14 січня 1596 року, після зради, Амадор був повішений і четвертований, а його останки розкидані по всьому острову. 

## Спадщина та вшанування
З 1976 року, коли португальський ескудо було замінено на нову валюту - добра, на банкнотах країни зображено погруддя Амадора, автором якого є сан-томейський художник Протасіо Піна.

У 2003 році націоналістка і поетеса Альда Невес Да Граса До Ешпіріту Санто (1926-2010) написала вірш, присвячений Амадору. Наступного року, через тринадцять років після демократичних перетворень в країні, Національна асамблея оголосила 4 січня національним святом на честь Амадора.